# SMSS J215728.21-360215.1
SMSS J215728.21-360215.1, (Abk. SMSS J2157 und J2157-3602) ist ein leuchtintensiver Quasar.
Bei einer Rotverschiebung von 4,75 entspricht seine Entfernung (je nach Berechnung: Miteinbeziehung oder Ausklammerung der Expansion des Universums) in einer Laufzeitentfernung von 12,5 Milliarden bzw. in einer mitbewegten Entfernung von 25,0 Milliarden Lichtjahre von der Erde. Es wurde im Mai 2018 mit dem SkyMapper-Teleskop am Siding Spring Observatory der Australian National University entdeckt. Es hat eine bolometrische Leuchtkraft von 6,95×1014 L☉ (2,66×1041 Watt).
Im Juli 2020 berichtete eine Studie der Royal Astronomical Society, dass das mit dem Quasar verbundene supermassereiche Schwarze Loch 34 Milliarden Sonnenmassen beträgt.